# Illdisposed
Illdisposed est un groupe de death metal danois, originaire d'Aarhus. Il est formé en 1991 par le chanteur Bo Summer. En 2013, le groupe comprend le chanteur Bo Summer, le guitariste Jakob « Batten » Hansen, le guitariste Ken Holst et le bassiste Kussen. Depuis sa formation, Illdisposed compte au total onze albums studio, deux compilations, deux EPs, et un DVD auto-distribué

## Biographie

### Débuts (1992–1997)
Le groupe est formé au début de l'année 1991 par le chanteur Bo Summer. Ils sortent rapidement la démo The Winter of Our Discontempt. À la fin de 1992, leur titre Revert apparait sur la compilation Fuck You, We're from Denmark. L'année suivante sort Four Depressive Seasons, leur premier album studio. En décembre, le groupe part en tournée dans l'Europe avec les groupes Wargasm et Sinister.
En 1994, le batteur Michael Enevoldsen quitte la formation et rejoint le groupe Angel Accelerator Death. Au début de l'année 1995 sort Submit, avec à la batterie Rognvard Rolf-Hansen,qui a été guitariste dans le groupe Caustic. En 1997 sort l'album There's Something Rotten in the State of Denmark, dont la sortie est suivi par le départ du guitariste Morten Gilsted.

### RetroetKokaiinum(1998–2002)
En 2000 sort Retro, un album de reprises des groupes qui ont influencé la musique de Illdisposed. Dans cet album figure des titres de Carcass, Autopsy, Darkthrone, Venom, Motörhead, and AC/DC. En 2001 sort l'album Kokaiinum.

### De1-800 VindicationàThe Prestige(2003–2008)

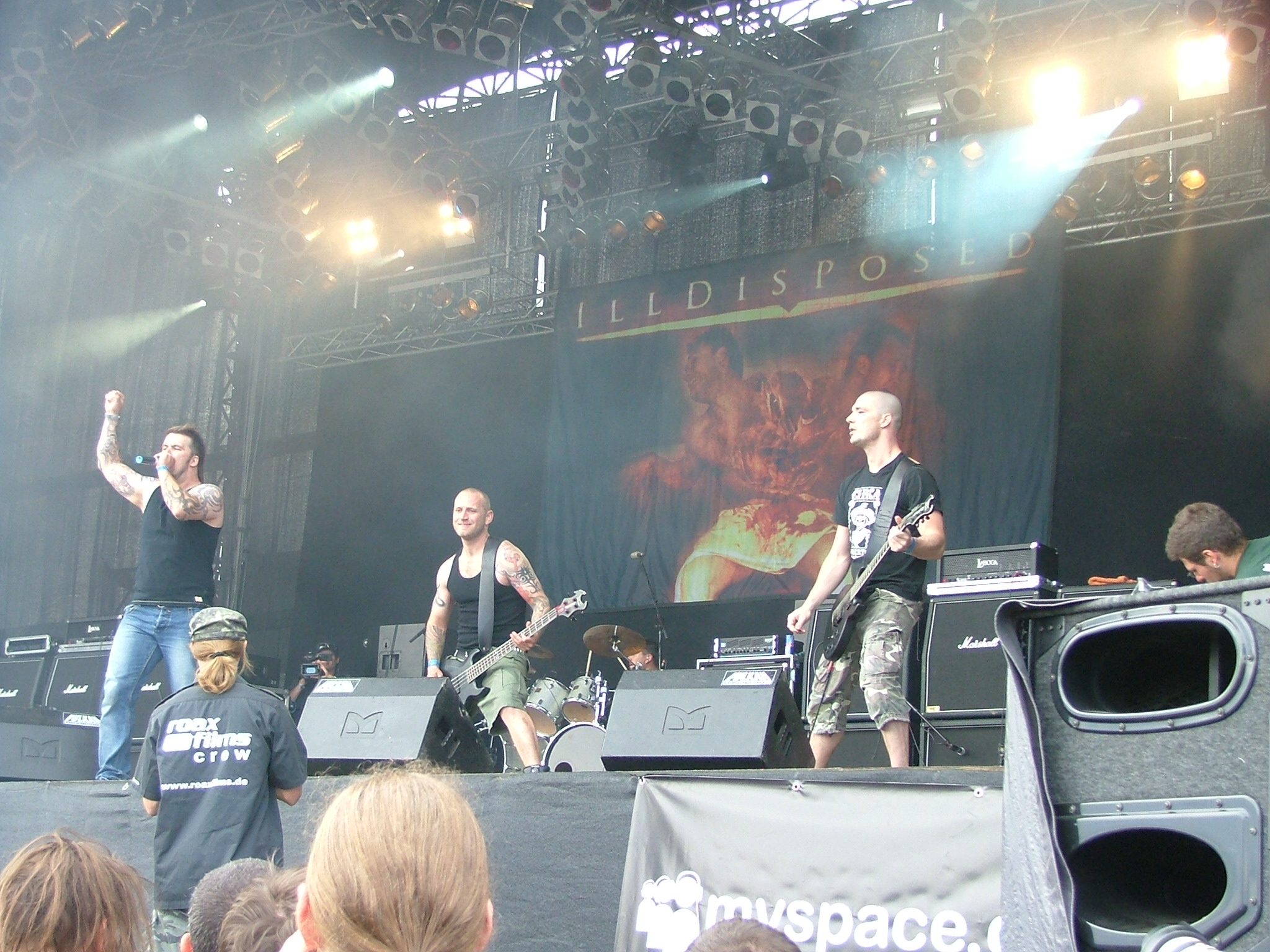
Illdisposed au Summer Breeze Festival, en 2007.

Le groupe se met brièvement en suspens Bo ayant besoin de temps pour guérir de son alcoolisme. En 2003, ils reviennent tous enregistrer l'EP Demo 2003 qui comprend déjà des chansons issues de leur nouvel album 1-800 Vindication, (Jeff et Dark). Le groupe recrute Thomas « Muskelbux » Jensen à la batterie et Jonas « Kloge » Mikkelsen à la basse. Tore Mogensen quitte le groupe à cette période et travaille chez TC Electronics, tandis que Jakob « Batten » Hansen endosse la guitare solo. En 2004, 1-800 Vindication est publié au label Roadrunner Records. La chanson Still Sane est publié comme single et une vidéo est tournée par Lasse Hoile. Cette sortie est suivie par une tournée et un DVD, tourné à Arhus, intitulé We Suck - Live in Arhus. Ce DVD est pendant un moment publié comme bootleg.
En 2005, le guitariste et membre fondateur Lasse Bak quitte le groupe pour rejoindre ses anciens compagnons d'Illdisposed, Rolf Hansen et Morten Gilsted, au sein de Slow Death Factory. Le guitariste Martin Thim le remplace pour l'enregistrement du sixième album du groupe, Burn Me Wicked, publié en 2006 au label Roadrunner Records. Les deux albums publiés par Roadrunner sont les albums de Illdisposed les mieux vendus en date, avec plus de 30 000 exemplaires chacun (avant leur réédition sur Massacre Records). Après une tournée intensive, ils reviennent en studio enregistrer leur septième album, The Prestige. Avant le début des enregistrements, Martin Thim quitte le groupe pour se consacrer à son travail ; il est remplacé par l'ancien guitariste de Volbeat, Franz « Hellboss » Gottschalk. L'un des plus gros concerts s'effectue au festival With Full Force en Allemagne devant 70 000 spectateurs.

### Nouveaux albums (depuis 2009)

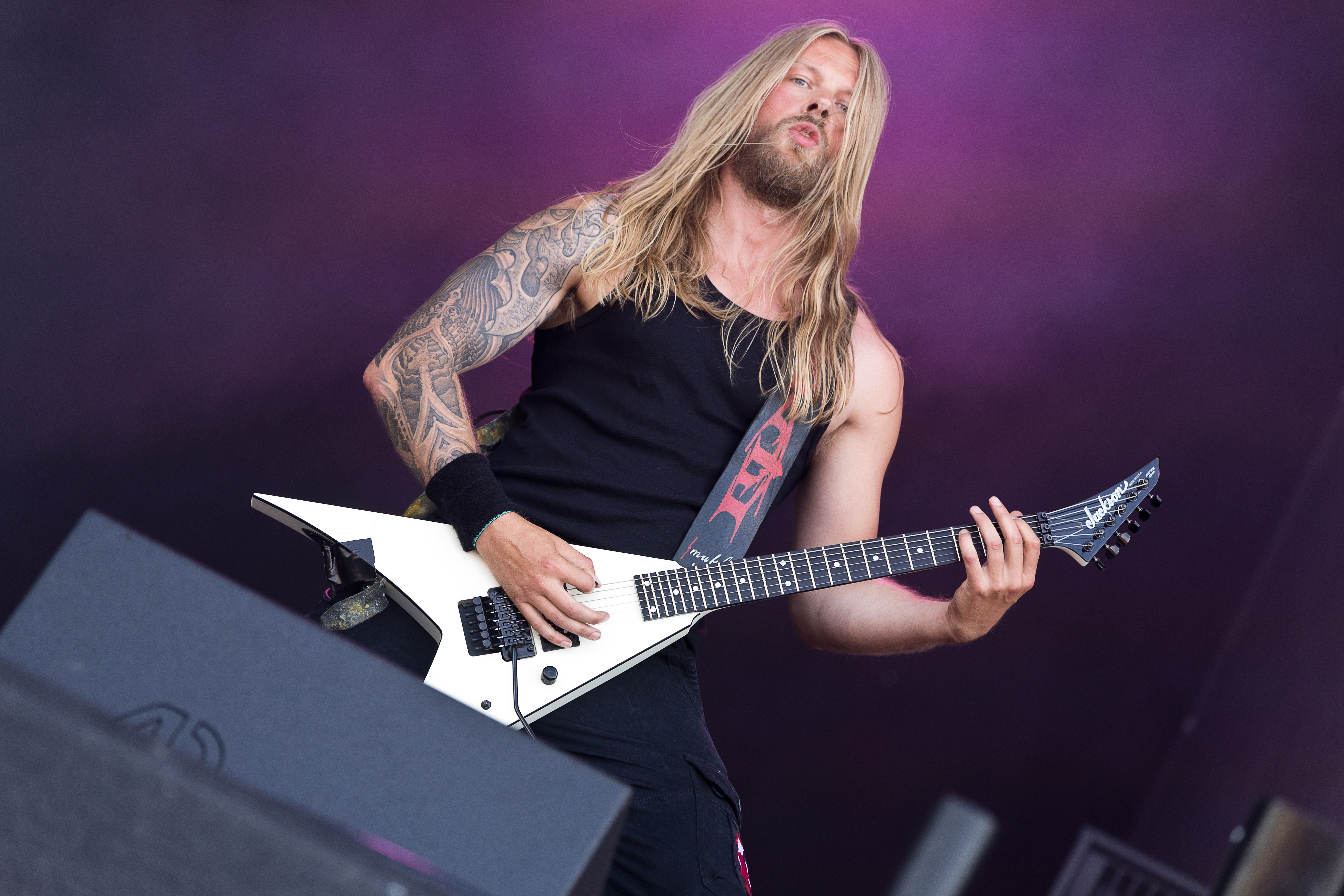
Le guitariste Ken Holst au Rockharz, en 2016.

À peine un an plus tard, le groupe revient en studio avec un nouveau contrat au label Massacre Records. En 2009, Massacre Records publie l'album To Those Who Walk Behind Us, puis réédite les deux albums de Illdisposed publiés chez Roadrunner 1-800 Vindication et Burn Me Wicked. To Those Who Walk Behind Us est produit par Jakob « Batten » Hansen et mixé par leur ami de longue date Tue Madsen.
En 2011, ils se séparent du guitariste Franz Hellboss qui est remplacé par Ken Holst. La même année, ils publient l'album There is Light (But It's Not For Me), qui atteint la 78e place des classements danois, le 1er avril 2011 chez Massacre Records. La couverture de l'album est réalisée par Lasse Hoile (1-800 Vindication et Burn Me Wicked). En 2012, la formation originale de Illdisposed, comprenant Bo Summer, Lasse Bak, Ronnie Bak, Morten Gilsted et Rolf Hansen, joue un concert de réunion pendant le 40e anniversaire de Lasse Bak. Au début de 2012, ils annoncent la sortie d'un nouvel album, Sense the Darkness, pour le 21 septembre chez Massacre Records. L'album est enregistré au Antfarm Studio d'Aabyhøj, au Danemark, avec le producteur Tue Madsen (Moonspell, Gorefest). L'album, qui comprend 13 chansons au total, possède une couverture réalisée par Mircea Gabriel Eftemie (Mnemic). Il atteint la 78e place des classements danois,,.
En 2013, Illdisposed publie la chanson Eyes Popping Out, issue de Sense the Darkness. Le 5 octobre 2013, le batteur Thomas Jensen annonce son départ. Quelques jours plus tard, le groupe annonce son remplacement par Kim Langkjaer Jensen. En avril 2014, le groupe annonce la sortie d'un nouvel album, With the Lost Souls on Our Side pour le 27 juin au label Massacre Records. La couverture est réalisée par Lasse Hoile.
En mai 2016, ils sortent leur nouvel album Grey Sky Over Black Town. Avant la sortie de l'album, le groupe publie les singles Again en avril 2016, et Your Darkest Son en mai 2016.

## Membres

### Membres actuels
- Bo « Subwoofer » Summer – chant (depuis 1991)
- Jakob « Batten » Hansen – basse (1999–2003), guitare (depuis 2004)
- Ken Holst – guitare (depuis 2011)
- Onkel K. Jensen - basse (depuis 2012)
- Rasmus Schmidt – batterie (depuis 2014)

### Anciens membres
- Hans Wagner – guitare (1991–1994)
- Morten Gilsted – guitare (1991–1996)
- Tore Mogensen – guitare (1996–2002)
- Martin Thim – guitare (2006–2007)
- Lasse Dennis Raabjerg Bak – guitare (1991–2005)
- Ronnie Raabjerg Bak – basse (1991–1998)
- Michael « Panzergeneral » Enevoldsen – batterie (1991–1994)
- Lars Hald – batterie (1994–1995)
- Rolf Hansen – batterie (1995–2001)
- Thomas « Muskelbux » Jensen – batterie (2003-2013)
- Kim Langkjær Jensen – batterie (2013-2014)

## Discographie

### Albums studio
- 1993 : Four Depressive Seasons
- 1995 : Submit
- 1997 : There's Something Rotten... In the State of Denmark
- 2001 : Kokaiinum
- 2004 : 1-800 Vindication
- 2006 : Burn Me Wicked
- 2008 : The Prestige
- 2009 : To Those Who Walk Behind Us
- 2011 : There is Light (But It's Not for Me)
- 2012 : Sense the Darkness
- 2014 : With the Lost Souls on Our Side
- 2016 : Grey Sky Over Black Town

### EP
- 1994 : Return from Tomorrow

### Compilations
- 1995 : Helvede
- 2000 : Retro